# Neomussaenda
Neomussaenda é um género de plantas com flores pertencentes à família Rubiaceae.
A sua área de distribuição nativa é no Bornéu.
Espécies:
- Neomussaenda kostermansiana Tange
- Neomussaenda xanthophytoides (Valeton) Tange